# 小行星4933
小行星4933（4933 Tylerlinder）是一颗围绕太阳公转的小行星。1984年3月2日，亨利·德波鸿诺在拉西拉天文台发现了此天体。
这颗小行星的绝对星等为87.78921215922125等。